# Котловка (приток Волгуши)
Котловка — река в Московской области России, левый приток Волгуши.
Длина — 12 км. Протекает по Клинско-Дмитровской гряде в восточном направлении большей частью по территории Дмитровского городского округа, истоки реки находятся в городском округе Солнечногорск. Берёт начало у деревни Рождествено, впадает в Волгушу в 5 км ниже её истока (озеро Нерское). Пересекает Московское малое кольцо А107 и Рогачёвское шоссе Р113.
Питание в основном происходит за счёт талых снеговых вод. Замерзает обычно в середине ноября, вскрывается в середине апреля:7—8.
На реке также расположена деревня Дмитровка.